# Itarantim
Itarantim là một đô thị thuộc bang Bahia, Brasil. Đô thị này có diện tích 1783,747 km², dân số năm 2007 là 16709 người, mật độ 9,4 người/km².